# Henry S. Harris

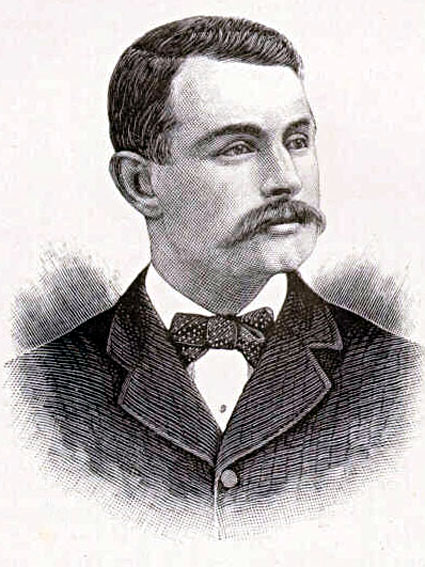
Henry S. Harris

Henry Schenck Harris (* 27. Dezember 1850 in Belvidere, New Jersey; † 2. Mai 1902 ebenda) war ein US-amerikanischer Politiker. Zwischen 1881 und 1883 vertrat er den Bundesstaat New Jersey im US-Repräsentantenhaus.

## Werdegang
Henry Harris besuchte die öffentlichen Schulen seiner Heimat und studierte danach bis 1870 am Princeton College. Nach einem anschließenden Jurastudium und seiner 1873 erfolgten Zulassung als Rechtsanwalt begann er in Belvidere in diesem Beruf zu arbeiten. Im Jahr 1877 war er Staatsanwalt im Warren County. Gleichzeitig begann er als Mitglied der Demokratischen Partei eine politische Laufbahn.
Bei den Kongresswahlen des Jahres 1880 wurde er im vierten Wahlbezirk von New Jersey in das US-Repräsentantenhaus in Washington, D.C. gewählt, wo er am 4. März 1881 die Nachfolge von Alvah A. Clark antrat. Da er im Jahr 1882 dem Republikaner Benjamin Franklin Howey unterlag, konnte er bis zum 3. März 1883 nur eine Legislaturperiode im Kongress absolvieren. Nach dem Ende seiner Zeit im US-Repräsentantenhaus praktizierte Henry Harris wieder als Anwalt. Er starb am 2. Mai 1902 in seinem Geburtsort Belvidere, wo er auch beigesetzt wurde.